# Nelson River DC Transmission System

Tracé de Nelson River DC Transmission System

Nelson River DC Transmission System, aussi connu sous le nom Manitoba Bipole, est un ensemble de deux lignes HVDC dans la province de Manitoba au Canada et géré par la société Manitoba Hydro. Il fait partie du projet hydroélectrique du fleuve Nelson et a pour objectif de transporter l'énergie depuis les barrages du fleuve Nelson au nord vers les villes au sud. Le système est constitué de deux bipôles HVDC : les postes redresseurs sont dénommés Radisson, près de
Gillam, et Henday, près de  Sundance, tandis que le poste onduleur se nomme Dorsey, près de  Rosser, soit à 26 km de Winnipeg la plus grande ville de la province. La longueur des lignes est d'environ 900 km, la tension utilisée par le bipôle 1 est de ±450 kV et sa puissance de 1 620 MW, le bipôle 2 a une tension de  ±500 kV et une puissance de 1 800 MW.
La première ligne utilisait des valves à vapeur de mercure, c'est d'ailleurs la dernière installation de ce type au monde et la plus grande. Le second bipôle est le premier système HVDC à thyristor refroidi à eau. Les lignes de transmissions sont au total au nombre de quatre, deux par bipôle.
En 2014, la construction d'un troisième bipôle est planifiée.

## Histoire

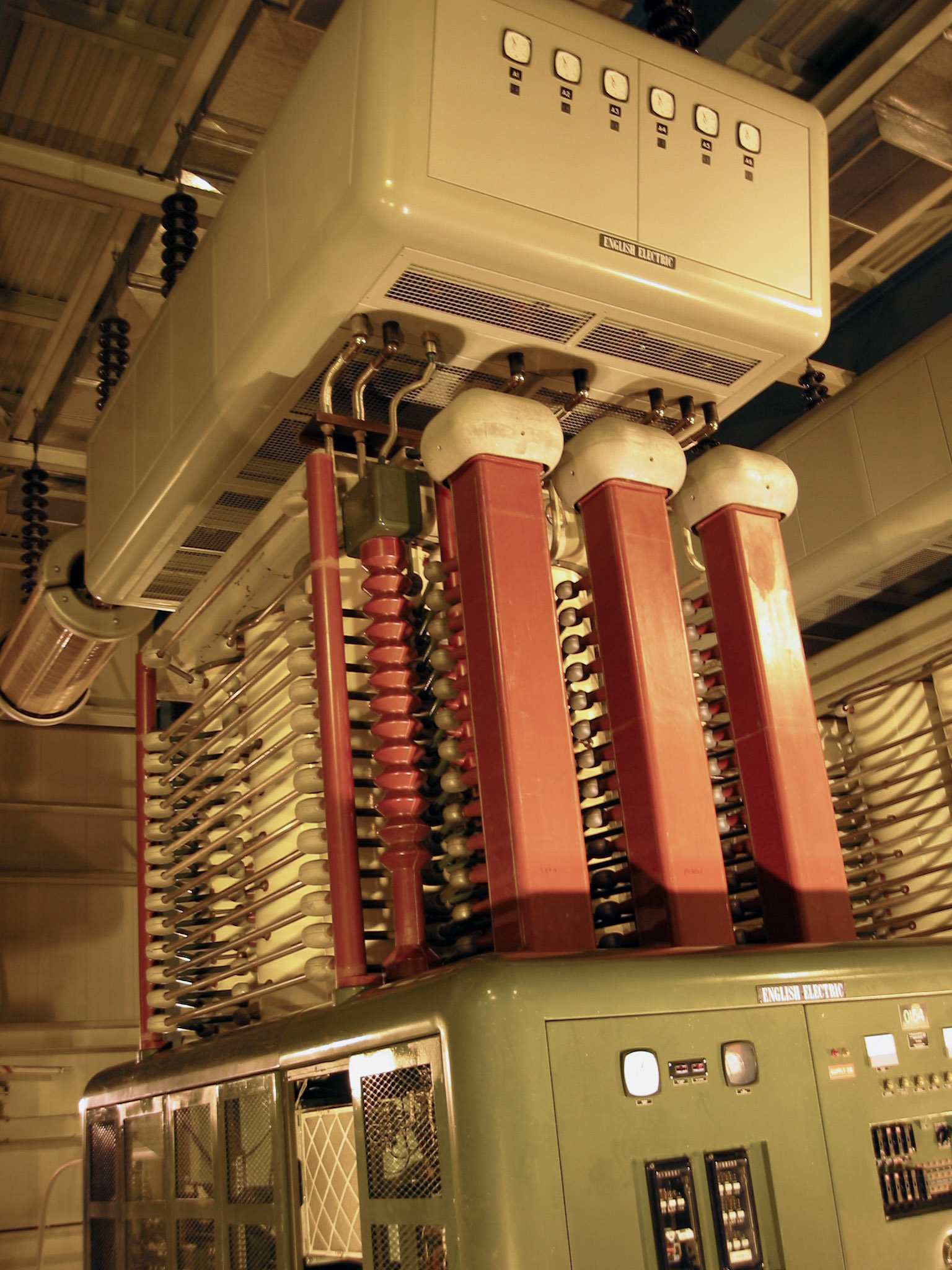
Une valve à vapeur de mercure de 150 kV à Radisson en 2003

La construction en 1966 de la centrale électrique de Kettle Rapids, qui est très éloignée des centres de consommation électrique, impose la construction d'une longue ligne de transmission électrique. La puissance de la centrale est alors de 1 272 MW. Le gouvernement canadien décide de financer la construction d'une ligne HVDC, Manitoba Hydro devant rembourser la dette quand la ligne deviendrait rentable. La première ligne, construite par English Electric est mise en service le 17 juin 1972.
À l'époque, le Bipôle 1 est le convertisseur HVDC avec la plus haute tension, ±450 kV, et la plus grande puissance au monde. Ses valves à vapeur de mercure sont également les plus grandes jamais développées pour cette application. La ligne de transmission longue d'environ 900 km, est maintenue par 3 900 pylônes électriques maintenus par des câbles et 96 autoportants.
Manito Hydro rembourse sa dette à l'État canadien en 1992. En 1997, une tornade endommage 19 pylônes.

## Technologie

### Bipôle 1

#### Avant rénovation

Schéma d'un bipole HVDC

Le bipole 1 comporte les postes de conversion de Radisson et Dorsey, ainsi que deux lignes de transmissions de tension respective +450 kV et -450 kV. Sa puissance maximale est de 1 620 MW. Il a été construit entre mars 1971 et octobre 1977.
Chaque phase d'un pole y est constituée de 3 valves de 150 kV en série.

#### Après rénovation
Entre 1992 et 1993, les valves à vapeur de mercure du pole 1 ont laissé place à des valves à thyristors livrées par Alstom.
Les valves à vapeur de mercure du pole 2 ont quant à elles été remplacées par des thyristors entre 2003 et 2004 par Siemens. L'appel d'offre a eu lieu en 2000. Les pannes se multiplient en effet entre 1995 et 2000 rendant les interruptions de services nombreuses. Les nouvelles valves ont une tension nominale de 166,7 kV, même si elles fonctionnent à seulement 154,5 kV. L'objectif est de pouvoir augmenter la tension de la ligne à 500 kV dans le futur. Après rénovation, la puissance du bipôle 2 est de 1 800 MW. Les autres composants et la structure de la station ont été conservés pour que les travaux restent brefs.

### Bipôle 2

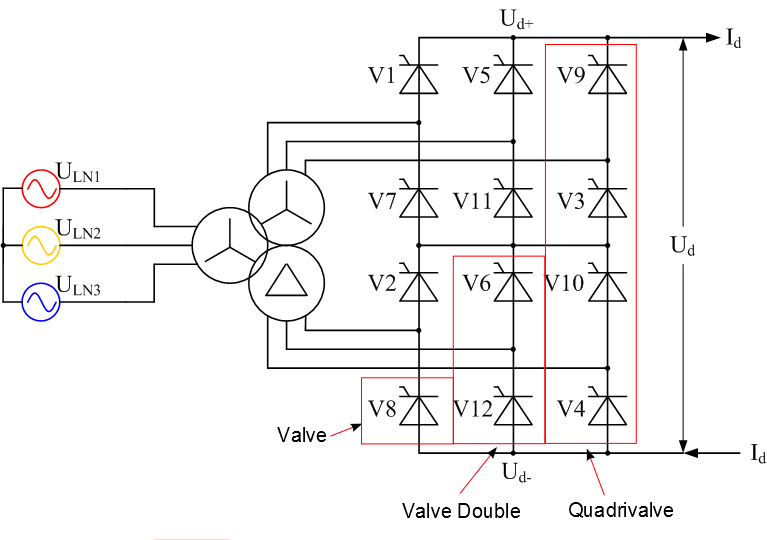
Le bipole 2 de Nelson River utilise de manière classique un pont à 12 impulsions par pole. Chaque quadrivalve est montée dans une seule tour.

Le bipôle 2 comporte les postes de conversion d'Henday et de Dorsey, ainsi qu'une ligne de transmission d'une longueur de 937 km. Sa puissance est de 2 000 MW et sa tension est ±500 kV. Chacun de ses pôles est un pont à 12 impulsions, c'est-à-dire que seulement 4 valves sont construites en série. Des thyristors refroidis par eau composent ses valves, c'est une première technique. Il a été construit par Siemens, AEG et BBC. La mise en service du bipôle 2 a eu lieu en trois phases : en octobre 1978, 1 000 MW ont commencé à opérer, en octobre 1984, 500 MW supplémentaires et enfin en 1985 les derniers 500 MW.
Les valves sont organisées en trois quadrivalves : une par phase. Chaque valve est constituée de 96 thyristors en série répartis en 16 modules, 91 sont nécessaires pour un fonctionnement normal. Par ailleurs chaque valve dispose également de 8 modules réactifs.
|  |  |

### Bipole 3
En 1996, une tempête a endommagé à la fois les bipôle 1 et 2, menaçant de coupure de courant Winnipeg. Seule la liaison électrique avec le Minnesota voisin a permis d'éviter la panne générale. Afin d'éviter que cet événement ne se reproduise, Manitoba Hydro planifie depuis lors la construction d'un troisième bipôle pour améliorer la sécurité électrique. Un nouveau poste électrique doit être construit en banlieue. Des débats ont eu lieu quant au tracé des lignes. Le nouveau bipôle doit permettre d'évacuer l'énergie des nouveaux barrages de Wuskwatim, Keeyask et Conawapa. Sa puissance doit être également de 2 GW et sa tension de ±500 kV. Sa mise en service est prévue pour 2017.
Une des difficultés rencontrées pour construire ce nouveau bipôle est l'extrême faiblesse du réseau au nord des lignes. Cela rend la construction d'un poste avec la technologie LCC complexe. La construction d'un VSC est, selon ABB, plus facile dans ce cas. Manitoba Hydro déclare ne pas avoir tranché.
L'appel d'offre a été lancé fin 2013. Le 18 septembre 2014, Manitoba Hydro annonce que le consortium Siemens - Mortenson a été choisi pour réaliser la ligne pour un prix d'environ 800 millions de dollars canadiens. La technologie LCC a finalement été préférée.

### Retour par électrodes
Les postes de Nelson River sont configurés en bipôle, les électrodes ne transmettent donc pas de courant en fonctionnement normal. En cas de défaillance d'un des pôles, elles permettent cependant de maintenir le second pole actif évitant la coupure totale. Dans ce cas, le courant, au lieu de revenir par la ligne électrique, circule entre les deux électrodes.
Les Bipôles 1 et 2 partagent une électrode en anneau d'un diamètre de 305 m et distant de 21,9 km du poste de Dorsey. Elle est reliée à la station grâce à une ligne aérienne sur pylônes en bois. Le bipôle 1, côté Radisson, est relié à une électrode de même type de diamètre de 381 m distante de 11,2 km du poste. Enfin, le bipôle 2, côté Henday, a une électrode de diamètre de 548 m  situé également à 11,2 km du poste.

## Coordonnées des postes
- Poste de Dorsey : 49° 59′ 34″ N, 97° 25′ 42″ O
- Poste de Radisson : 56° 21′ 41″ N, 94° 36′ 48″ O
- Poste d'Hensay : 56° 30′ 14″ N, 94° 08′ 24″ O